# القمة الإسلامية (2016)
مؤتمر القمة الإسلامي الثالث عشر (15 - 14 أبريل ‌‌2016م)، عُقد في إسطنبول، بتركيا، تحت عنوان ”الوحدة والتضامن من أجل العدالة والسلام“.

## أبرز القرارات
- إدانة الاعتداءات التي تعرضت لها بعثات السعودية في مدينتي طهران ومشهد في إيران.
- إدانة تدخلات إيران في الشؤون الداخلية لدول المنطقة ودول أخرى أعضاء، منها البحرين واليمن وسوريا والصومال، واستمرار دعمها للإرهاب.
- التأكيد على مركزية قضية فلسطين والقدس بالنسبة للأمة الإسلامية.